# Espace de Montel
En topologie des espaces vectoriels, on appelle espace de Montel un espace vectoriel topologique localement convexe séparé, tonnelé et dont tout fermé borné est compact. Le nom provient du mathématicien Paul Montel.

## Propriétés
- Tout espace de Montel est réflexif et quasi complet. Son dual fort est un espace de Montel.
- Le quotient d'un espace de Fréchet-Montel par un sous-espace fermé peut n'être pas réflexif, et a fortiori ne pas être un espace de Montel (en revanche, le quotient d'un espace de Fréchet-Schwartz par un sous-espace fermé est un espace de Fréchet-Montel).

## Exemples
- Tous les espaces vectoriels séparés de dimension finie sont de Montel.
- Les espaces normés de Montel sont nécessairement de dimension finie (par conséquent, la notion n'a vraiment d'intérêt que pour les espaces localement convexes non normables, par exemple les espaces de distributions).
- D'après le théorème de Montel, les fonctions holomorphes sur un ouvert connexe du plan complexe forment un espace de Montel.
- L'espace de Fréchet C∞(Ω) — aussi noté ℰ(Ω) — des fonctions lisses sur un ouvert Ω de ℝn est de Montel.